# Вероніка цимбалярієва
Вероніка цимбалярієва (Veronica cymbalaria Bodard) – вид рослин родини подорожникові (Plantaginaceae).

## Опис
Однорічна трав'яниста рослина. Стебла до 50 см, притиснуті, розгалужені. Листки 15(20) × 20(28) мм, часто ширші, ніж довгі, від широко-яйцевидих до майже округлих, запушене з обох сторін, злегка м'ясисте. Квітки поодинокі, пазушні. Віночок 5–7 мм, білий. Капсула (1,5)2,5–3 мм, майже куляста. Насіння (1,4)1,8–2(2,5) мм, круглої форми, темно-коричневе. Цвітіння і плодоношення з січня по травень.

## Поширення
Північна Африка: Алжир; Лівія; Марокко; Туніс. Західна Азія: Кіпр; Іран; Ірак; Ізраїль; Йорданія; Ліван; Сирія [зх.]; Туреччина — Амасья, Анталья, Айдин, Баликесір, Чанаккале, Денізлі, Газіантеп, Стамбул, Ізмір, Мардін, Самсун, Трабзон. Європа: Україна [вкл. Крим]; Албанія; Болгарія; Хорватія; Греція [вкл. Крит]; Італія [вкл. Сардинія, Сицилія]; Туреччина — Стамбул; Франція [вкл. Корсика]; Португалія; Іспанія [вкл. Балеарські острови]. Переважно населяє тріщини скель і кам'янисті вапняки, стіни, оброблені поля, узбіччя; 0-1300.